# Barione Xi
In fisica delle particelle, i barioni Xi sono una classe di barioni composti da un quark up (u) o down (d) e da due quark più pesanti.
I barioni Xi sono a volte chiamati particelle a cascata (cascade particle, in inglese) in quanto essi, a causa del loro stato instabile, decadono rapidamente in particelle più leggere attraverso catene di decadimento. La prima scoperta di una particella Xi fu effettuata nel 1964 al Brookhaven National Laboratory.
La particella Xi- (Xi meno) è anche nota come (particella) cascata B (cascade B, in inglese) e contiene quark di tutte e tre le famiglie. Fu scoperta dagli esperimenti DØ e Collider Detector at Fermilab (CDF) al Fermilab. La scoperta è stata annunciata il 12 giugno 2007.
In questi esperimenti è stato mostrata per la prima volta una particella composta da quark appartenenti a tutte e tre le famiglie, ovvero un quark down, un quark strange e un quark bottom. L'esperimento DØ ha misurato una massa per la nuova particella di 5,774±0,019 GeV/c2 mentre il CDF ha riportato una massa di 5,7929±0,0030 GeV/c2. I due risultati sono coerenti tra loro. La massa media registrata dal Particle Data Group è di 5,7924±0,0030 GeV/c2.
Esperimenti compiuti al Large Hadron Collider hanno rilevato un barione Ξ∗0b di massa 5945,0±2,8 GeV/c2, composto da tre quark usb . Nel luglio 2017 all'esperimento LHCb è stato scoperto un nuovo barione Xi con massa pari a ciec 3,6 GeV/c2

## Lista dei barioni Xi
Quando non specificato, il contenuto di quark nei barioni Xi, che non siano up e/o down, è strange. Perciò il Ξ⁰b contiene un quark up, un quark strange e quark bottom, mentre un Ξ⁰bb contiene un quark up e due bottom.
| Particella            | Simbolo  | Composizione | Massa a riposo MeV/c²        | Isospin I | Spin(Parità) JP | Q  | S  | C  | B  | Vita media s         | Decade in                                                   |
| --------------------- | -------- | ------------ | ---------------------------- | --------- | --------------- | -- | -- | -- | -- | -------------------- | ----------------------------------------------------------- |
| Xi                    | Ξ⁰       | us           | 1314,86 ± 0,20               | 1/2       | 1/2+*           | 0  | −2 | 0  | 0  | 2,90 ± 0,09×10-10    | Λ⁰ + π⁰                                                     |
| Xi                    | Ξ⁻       | ds           | 1321,31 ± 0,13               | 1/2       | 1/2+*           | −1 | −2 | 0  | 0  | 1,639 ± 0,015×10-10  | Λ⁰ + π⁻                                                     |
| Risonanza Xi          | Ξ⁰(1530) | us           | 1 531,80(32)                 | 1/2       | 3/2+            | 0  | −2 | 0  | 0  |                      | Ξ + π                                                       |
| Risonanza Xi          | Ξ⁻(1530) | ds           | 1 535,0(6)                   | 1/2       | 3/2+            | −1 | −2 | 0  | 0  |                      | Ξ + π                                                       |
| Xi charmed            | Ξ+c      | usc          | 2467,9 ± 0,4                 | 1/2       | 1/2* +*         | +1 | −1 | +1 | 0  | 4,42 ± 0,26×10−13    | Vedi modi di decadimento Ξ+c (EN)                           |
| Xi charmed            | Ξ⁰c      | dsc          | 2471,0 ± 0,4                 | 1/2       | 1/2* +*         | 0  | −1 | +1 | 0  | 1,12+0,13−0,10×10−13 | Vedi modi di decadimento Ξ⁰c (EN)                           |
| Risonanza Xi charmed  | Ξ′+c     | usc          | 2575,7 ± 3,1                 | 1/2       | 1/2+            | +1 | −1 | +1 | 0  |                      | Ξ+c + γ                                                     |
| Risonanza Xi charmed  | Ξ′⁰c     | dsc          | 2578,0 ± 2,9                 | 1/2       | 1/2+            | 0  | −1 | +1 | 0  | 1,1×10−13            | Ξ⁰c + γ (osservati)                                         |
| Xi doppio charmed     | Ξ++cc    | uc           | 3621,40 ± 0,72 ± 0,27 ± 0,14 | 1/2*      | 1/2* +*         | +2 | 0  | +2 | 0  |                      | Λ+c + K⁻ + π+ + π+ (osservati)                              |
| Xi doppio charmed     | Ξ+cc     | dc           | 3518,9 ± 0,9[c]              | 1/2*      | 1/2* +*         | +1 | 0  | +2 | 0  | <3,3×10−14           | Λ+c + K⁻ + π+ [e] o p+ + D+ + K⁻ [e]                        |
| Xi bottom             | Ξ⁰b      | usb          | 5792 ± 3                     | 1/2*      | 1/2* +*         | 0  | −1 | 0  | −1 | 1,42+0,28−0,24×10−12 | Vedi modi di decadimento Ξb (EN)                            |
| Xi bottom o Cascata B | Ξ⁻b      | dsb          | 5792,9 ± 3,0                 | 1/2*      | 1/2* +*         | −1 | −1 | 0  | −1 | 1,42×10−12           | Vedi modi di decadimento Ξb (EN) (anche osservati Ξ⁻ + J/ψ) |
| Xi doppio bottom      | Ξ⁰bb     | ub           |                              | 1/2*      | 1/2* +*         | 0  | 0  | 0  | −2 |                      |                                                             |
| Xi doppio bottom      | Ξ⁻bb     | db           |                              | 1/2*      | 1/2* +*         | −1 | 0  | 0  | −2 |                      |                                                             |
| Xi bottom charmed     | Ξ+cb     | ucb          |                              | 1/2*      | 1/2* +          | +1 | 0  | +1 | −1 |                      |                                                             |
| Xi bottom charmed     | Ξ⁰cb     | dcb          |                              | 1/2*      | 1/2* +*         | 0  | 0  | +1 | −1 |                      |                                                             |

1. 1 2 3 4 5 6  Particella (o grandezza, vale a dire spin) mai osservata né indicata.
2. 1 2  Esistono alcune controversie in merito a questi dati. Vedi fonti
3. ↑  Questa è attualmente una misurazione della vita media dei barioni-b che decadono in un getto contenente una stessa coppia di segni Ξ±l±. Presumibilmente la miscela è costituita principalmente da Ξb, con qualche Λb.